# Anhalt-Köthen
Il Principato di Anhalt-Köthen fu un principato tedesco retto dall'omonima famiglia dal 1382 al 1847, e poi da 1847 al 1863 dagli Anhalt-Bernburg, come parte del Ducato di Anhalt.
Nel 1396 viene fondato il principato con l'eredità del Principato di Anhalt-Zerbst che verrà suddiviso in Anhalt-Köthen e Anhalt-Dessau.
Nel 1471 il Ducato di Anhalt-Dessau viene diviso in Anhalt-Dessau e Anhalt-Köthen; nel 1525 Anhalt-Köthen è infatti retta da Wolfgang di Anhalt-Köthen.
Nel 1570 il Principato di Anhalt congloba il Principato di Anhalt-Zerbst e nel 1603 confluiscono nell'Anhalt-Dessau, l'Anhalt-Bernburg, l'Anhalt-Köthen, l'Anhalt-Plötzkau e il Principato di Anhalt-Zerbst.
Nel 1665 il Principato passò agli Anhalt-Plötzkau assumendo il nome di Anhalt-Köthen-Plötzkau, ma già nel 1765 si divise ulteriormente in Anhalt-Köthen e Anhalt-Pleß.
Nel 1806 il territorio venne elevato a Ducato elettorale e nel 1847, con l'estinzione della famiglia ducale, il ducato passò agli Anhalt-Bernburg.
Köthen fu la capitale del ducato per oltre quattrocento anni e non venne mai spostata.

## Principi di Anhalt-Köthen (1396-1561)
- 1382–1424 Alberto III
- 1424–1436 Adolfo di Anhalt-Köthen con
  - 1424–1471 Valdemaro IV, coreggente con Adolfo di Anhalt-Köthen
  - 1424-1475 Alberto IV, coreggente con Adolfo di Anhalt-Köthen
- 1471–1508 Valdemaro VI von Anhalt-Dessau con
  - 1471–1475 Alberto V
- 1475–1500 Filippo
- 1508–1562 Wolfgang, il Confessore

Formalmente all'Anhalt-Dessau

## Principi di Anhalt-Köthen (1603-1807)
- 1603–1650 Luigi I
1650–1653 Augusto (reggente in favore del nipote Guglielmo Ludovico)
1653–1659 Lebrecht ed Emmanuele (reggenti per il cugino Guglielmo Luigi)
- 1650–1665 Guglielmo Luigi
- 1665–1669 Lebrecht
- 1665–1670 Emmanuele
1670–1691 Anna Eleonora di Stolberg-Wernigerode (reggente in favore del figlio Emanuele Lebrecht)
- 1670–1704 Emanuele Lebrecht
1704–1715 Gisella Agnese di Rath (reggente in favore del figlio Leopoldo)
- 1704–1728 Leopoldo
- 1728–1755 Augusto Luigi
- 1755–1789 Carlo Giorgio Lebrecht
- 1789–1807 Augusto Cristiano (Duca dal 1807)

Elevato a Ducato nel 1807

## Duchi di Anhalt-Köthen (1807-1847)
- 1807–1812 Augusto Cristiano
- 1812–1818 Luigi Augusto
- 1818–1830 Ferdinando Federico
- 1830–1847 Enrico

Il territorio passò in eredità agli Anhalt-Dessau e agli Anhalt-Bernburg nel 1847
Nel 1755, Federico Ermanno, fratello di Augusto, fondò una linea parallela, riunita di frequente nella sua storia a quella principale degli Anhalt-Köthen e infine confluita come l'Anhalt-Köthen nell'Anhalt-Dessau e agli Anhalt-Bernburg:

## Principi di Anhalt-Köthen-Pless (1755-1847)
- 1755–1797 Federico Ermanno
- 1797–1818 Ferdinando Federico di Anhalt-Köthen
- 1818–1830 Enrico di Anhalt-Köthen
- 1830–1841 Luigi, Cav. I Classe dell'Ordine della corona ferrea (territori passati definitivamente agli Anhalt-Köthen)
- 1841–1847 Enrico (assieme al nipote, il conte Hans Heinrich X von Hochberg-Fürstenstein)